# Macrobrachium macrobrachion
Macrobrachium macrobrachion är en kräftdjursart som först beskrevs av Geoffrey Alton Craig Herklots 1851.  Macrobrachium macrobrachion ingår i släktet Macrobrachium och familjen Palaemonidae. Inga underarter finns listade i Catalogue of Life.